# Tuek Chour Smach (gmina)
Tuek Chour Smach – gmina (khum) w północno-zachodniej Kambodży, we wschodniej części prowincji Bântéay Méanchey, w dystrykcie Preăh Nét Preăh.

## Miejscowości
Na obszarze gminy położonych jest 18 miejscowości:

- Smach
- Paoy Char
- Ta Khaek
- Kouk kei
- Tonloab
- Kouk Tiem
- Char Leu
- Kantuot
- Thmei
- Kandal
- Tuek Chour
- Ta Siev
- Kampong Thkov
- Ta Pon
- Svay L'a
- Ta Daek
- Samraong
- Anlong Vil